# Dog Island (Antarktika)
Dog Island (von englisch dog ‚Hund‘) ist eine Insel vor der Westküste des Grahamlands auf der Antarktischen Halbinsel. Sie ist die nördlichste der Llanquihue-Inseln.
Teilnehmer der British Graham Land Expedition (1934–1937) unter der Leitung des australischen Polarforschers John Rymill kartierten sie. Das UK Antarctic Place-Names Committee benannte sie am 7. Juli 1959 so, da Cat Island (englisch cat ‚Katze‘) ihr genau gegenüberliegt.